# Liste des médaillés aux Jeux olympiques d'été de 1948
Cet article liste les athlètes ayant remporté une médaille aux Jeux olympiques d'été de 1948 à Londres au Royaume-Uni.

## Athlétisme
| Épreuves          | Or                                                                                                  | Argent                                                                   | Bronze                                                               |
| ----------------- | --------------------------------------------------------------------------------------------------- | ------------------------------------------------------------------------ | -------------------------------------------------------------------- |
| Hommes            | |                                                                          |                                                                      |
| 100 m             | Harrison Dillard (USA)                                                                              | Barney Ewell (USA)                                                       | Lloyd LaBeach (PAN)                                                  |
| 200 m             | Mel Patton (USA)                                                                                    | Barney Ewell (USA)                                                       | Lloyd LaBeach (PAN)                                                  |
| 400 m             | Arthur Wint (JAM)                                                                                   | Herb McKenley (JAM)                                                      | Mal Whitfield (USA)                                                  |
| 800 m             | Mal Whitfield (USA)                                                                                 | Arthur Wint (JAM)                                                        | Marcel Hansenne (FRA)                                                |
| 1 500 m           | Henry Eriksson (SWE)                                                                                | Lennart Strand (SWE)                                                     | Willem Slijkhuis (NED)                                               |
| 5 000 m           | Gaston Reiff (BEL)                                                                                  | Emil Zátopek (TCH)                                                       | Willem Slijkhuis (NED)                                               |
| 10 000 m          | Emil Zátopek (TCH)                                                                                  | Alain Mimoun (FRA)                                                       | Bertil Albertsson (SWE)                                              |
| Marathon          | Delfo Cabrera (ARG)                                                                                 | Thomas Richards (GBR)                                                    | Étienne Gailly (BEL)                                                 |
| 110 m haies       | William Porter (USA)                                                                                | Clyde Scott (USA)                                                        | Craig Dixon (USA)                                                    |
| 400 m haies       | Roy Cochran (USA)                                                                                   | Duncan White (CEY)                                                       | Rune Larsson (SWE)                                                   |
| 3 000 m steeple   | Tore Sjöstrand (SWE)                                                                                | Erik Elmsäter (SWE)                                                      | Göte Hagström (SWE)                                                  |
| Relais 4 × 100 m  | États-Unis Harrison Dillard Barney Ewell Mel Patton Lorenzo Wright                                  | Grande-Bretagne John Archer Jack Gregory Ken Jones Alastair McCorquodale | Italie Carlo Monti Enrico Perucconi Antonio Siddi Michele Tito       |
| Relais 4 × 400 m  | États-Unis Clifford Bourland Roy Cochran Arthur Harnden Mal Whitfield                               | France Robert Chef d’Hôtel Jean Kerébel Jacques Lunis Francis Schewetta  | Suède Folke Alnevik Rune Larsson Kurt Lundquist Lars-Erik Wolfbrandt |
| 10 km marche      | John Mikaelsson (SWE)                                                                               | Ingemar Johansson (SWE)                                                  | Fritz Schwab (SUI)                                                   |
| 50 km marche      | John Ljunggren (SWE)                                                                                | Gaston Godel (SUI)                                                       | Tebbs Lloyd Johnson (GBR)                                            |
| Saut en hauteur   | John Winter (AUS)                                                                                   | Bjørn Paulson (NOR)                                                      | George Stanich (USA)                                                 |
| Saut en longueur  | Willie Steele (USA)                                                                                 | Theodore Bruce (AUS)                                                     | Herb Douglas (USA)                                                   |
| Saut à la perche  | Guinn Smith (USA)                                                                                   | Erkki Kataja (FIN)                                                       | Bob Richards (USA)                                                   |
| Triple saut       | Arne Åhman (SWE)                                                                                    | George Avery (AUS)                                                       | Ruhi Sarıalp (TUR)                                                   |
| Lancer du poids   | Wilbur Thompson (USA)                                                                               | James Delaney (USA)                                                      | James Fuchs (USA)                                                    |
| Lancer du disque  | Adolfo Consolini (ITA)                                                                              | Giuseppe Tosi (ITA)                                                      | Fortune Gordien (USA)                                                |
| Lancer du marteau | Imre Németh (HUN)                                                                                   | Ivan Gubijan (YUG)                                                       | Robert Bennett (USA)                                                 |
| Lancer du javelot | Tapio Rautavaara (FIN)                                                                              | Steve Seymour (USA)                                                      | József Várszegi (HUN)                                                |
| Décathlon         | Bob Mathias (USA)                                                                                   | Ignace Heinrich (FRA)                                                    | Floyd Simmons (USA)                                                  |
| Femmes            | |                                                                          |                                                                      |
| 100 m             | Fanny Blankers-Koen (NED)                                                                           | Dorothy Manley (GBR)                                                     | Shirley Strickland (AUS)                                             |
| 200 m             | Fanny Blankers-Koen (NED)                                                                           | Audrey Williamson (GBR)                                                  | Audrey Patterson (USA)                                               |
| 80 m haies        | Fanny Blankers-Koen (NED)                                                                           | Maureen Gardner (GBR)                                                    | Shirley Strickland (AUS)                                             |
| Relais 4 × 100 m  | Pays-Bas Fanny Blankers-Koen Gerda van der Kade-Koudijs Xenia Stad-de Jong Jeanette Witziers-Timmer | Australie Joyce King June Maston Elizabeth McKinnon Shirley Strickland   | Canada Diane Foster Patricia Jones Nancy MacKay Viola Myers          |
| Saut en hauteur   | Alice Coachman (USA)                                                                                | Dorothy Tyler (GBR)                                                      | Micheline Ostermeyer (FRA)                                           |
| Saut en longueur  | Olga Gyarmati (HUN)                                                                                 | Noemí Simonetto (ARG)                                                    | Ann-Britt Leyman (SWE)                                               |
| Lancer du poids   | Micheline Ostermeyer (FRA)                                                                          | Amelia Piccinini (ITA)                                                   | Ine Schäffer (AUT)                                                   |
| Lancer du disque  | Micheline Ostermeyer (FRA)                                                                          | Edera Cordiale (ITA)                                                     | Jacqueline Mazéas (FRA)                                              |
| Lancer du javelot | Herma Bauma (AUT)                                                                                   | Kaisa Parviainen (FIN)                                                   | Lily Carlstedt (DEN)                                                 |

## Aviron
| Épreuves            | Or | Argent | Bronze |
| ------------------- | --- | --- | --- |
| Hommes              | | | |
| Skiff               | Mervyn Wood (AUS) | Eduardo Risso (URU) | Romolo Catasta (ITA) |
| Deux de couple      | Grande-Bretagne Bertie Bushnel Richard Burnell                                                                                | Danemark Aage Larsen Ebbe Parsner | Uruguay William Jones Juan Rodríguez |
| Deux sans barreur   | Grande-Bretagne Ran Laurie Jack Wilson                                                                                        | Suisse Hans Kalt Josef Kalt | Italie Bruno Boni Felice Fanetti |
| Quatre sans barreur | Italie Francesco Faggi Giovanni Invernizzi Giuseppe Moioli Elio Morille                                                       | Danemark Aksel Bonde Helge Halkjær Helge Muxoll Schrøder Ib Storm Larsen                                                                            | États-Unis Greg Gates Stu Griffing Fred Kingsbury Robert Perew                                                                                  |
| Deux avec barreur   | Danemark Carl-Ebbe Andersen Tage Henriksen Finn Pedersen                                                                      | Italie Alberto Radi Giovanni Steffè Aldo Tarlao | Hongrie Antal Szendey Róbert Zimonyi Béla Zsitnik                                                                                               |
| Quatre avec barreur | États-Unis Gordy Giovanelli Bob Martin Allen Morgan Warren Westlund Bob Will                                                  | Suisse Émile Knecht André Moccand Rudolf Reichling Erich Schriever Peter Stebler                                                                    | Danemark Harry Knudsen Erik Larsen Henry Larsen Børge Raahauge Nielsen Jörgen Ib Olsen                                                          |
| Huit                | États-Unis George Ahlgren David Brown Lloyd Butler James Hardy John Stack Ralph Purchase Justus Smith David Turner Ian Turner | Grande-Bretagne Christopher Barton Ernest Bircher Jack Dearlove Michael Lapage Charles Lloyd Paul Massey Alfred Mellows John Meyrick Guy Richardson | Norvège Hans Hansen Harald Kråkenes Thorstein Kråkenes Kristoffer Lepsøe Carl Monssen Sigurd Monssen Leif Næss Halfdan Gran Olsen Thor Pedersen |

## Basket-ball
| Épreuves         | Or | Argent | Bronze |
| ---------------- | --- | --- | --- |
| Tournoi masculin | États-Unis Cliff Barker Don Barksdale Ralph Beard Lew Beck Vince Boryla Gordon Carpenter Alex Groza Wallace Jones Bob Kurland Ray Lumpp Robert Pitts Jesse Renick Jackie Robinson Kenny Rollins | France André Barrais Michel Bonnevie André Buffière René Chocat René Derency Maurice Desaymonet André Even Maurice Girardot Fernand Guillou Raymond Offner Jacques Perrier Yvan Quenin Lucien Rebuffic Pierre Thiolon | Brésil Algodão João Francisco Bráz Marcus Vinícius Dias Afonso Évora Ruy de Freitas Alexandre Gemignani Alberto Marson Alfredo da Motta Nilton Pacheco Massinet Sorcinelli |

## Boxe
| Épreuves                       | Or                     | Argent                    | Bronze                         |
| ------------------------------ | ---------------------- | ------------------------- | ------------------------------ |
| Hommes                         |                        |                           |                                |
| Poids mouches Moins de 51 kg   | Pascual Pérez (ARG)    | Spartaco Bandinelli (ITA) | Han Soo-ann (KOR)              |
| Poids coqs Moins de 54 kg      | Tibor Csík (HUN)       | Gianni Zuddas (ITA)       | Juan Evangelista Venegas (PUR) |
| Poids plumes Moins de 58 kg    | Ernesto Formenti (ITA) | Dennis Shepherd (RSA)     | Aleksy Antkiewicz (POL)        |
| Poids légers Moins de 62 kg    | Gerald Dreyer (RSA)    | Joseph Vissers (BEL)      | Svend Wad (DEN)                |
| Poids welters Moins de 67 kg   | Július Torma (TCH)     | Horace Herring (USA)      | Alessandro D'Ottavio (ITA)     |
| Poids moyens Moins de 73 kg    | László Papp (HUN)      | John Wright (GBR)         | Ivano Fontana (ITA)            |
| Poids mi-lourds Moins de 80 kg | George Hunter (RSA)    | Donald Scott (GBR)        | Mauro Cía (ARG)                |
| Poids lourds Plus de 80 kg     | Rafael Iglesias (ARG)  | Gunnar Nilsson (SWE)      | John Arthur (RSA)              |

## Canoë-kayak

### Course en ligne
| Épreuves    | Or                                             | Argent                                     | Bronze                                 |
| ----------- | ---------------------------------------------- | ------------------------------------------ | -------------------------------------- |
| Hommes      |                                                |                                            |                                        |
| C1 1 000 m  | Josef Holeček (TCH)                            | Douglas Bennett (CAN)                      | Robert Boutigny (FRA)                  |
| C1 10 000 m | František Čapek (TCH)                          | Frank Havens (USA)                         | Norman Lane (CAN)                      |
| C2 1 000 m  | Tchécoslovaquie Jan Brzák-Felix Bohumil Kudrna | États-Unis Steven Lysak Stephen Macknowski | France Georges Dransart Georges Gandil |
| C2 10 000 m | États-Unis Steven Lysak Stephen Macknowski     | Tchécoslovaquie Václav Havel Jiří Pecka    | France Georges Dransart Georges Gandil |
| K1 1 000 m  | Gert Fredriksson (SWE)                         | Johan Andersen (DEN)                       | Henri Eberhardt (FRA)                  |
| K1 10 000 m | Gert Fredriksson (SWE)                         | Kurt Wires (FIN)                           | Eivind Skabo (NOR)                     |
| K2 1 000 m  | Suède Hans Berglund Lennart Klingström         | Danemark Ejvind Hansen Bernhard Jensen     | Finlande Thor Axelsson Nils Björklöf   |
| K2 10 000 m | Suède Gunnar Åkerlund Hans Wetterström         | Norvège Ivar Mathisen Knut Østby           | Finlande Thor Axelsson Nils Björklöf   |
| Femmes      |                                                |                                            |                                        |
| K1 500 m    | Karen Hoff (DEN)                               | Alida van der Anker-Doedens (NED)          | Fritzi Schwingl (AUT)                  |

## Cyclisme

### Piste
| Épreuves              | Or                                                              | Argent                                                              | Bronze                                                                    |
| --------------------- | --------------------------------------------------------------- | ------------------------------------------------------------------- | ------------------------------------------------------------------------- |
| Hommes                |                                                                 |                                                                     |                                                                           |
| Kilomètre             | Jacques Dupont (FRA)                                            | Pierre Nihant (BEL)                                                 | Tommy Godwin (GBR)                                                        |
| Vitesse individuelle  | Mario Ghella (ITA)                                              | Reginald Harris (GBR)                                               | Axel Schandorff (DEN)                                                     |
| Tandem                | Italie Renato Perona Ferdinando Terruzzi                        | Grande-Bretagne Alan Bannister Reginald Harris                      | France Gaston Dron René Faye                                              |
| Poursuite par équipes | France Pierre Adam Serge Blusson Charles Coste Fernand Decanali | Italie Arnaldo Benfenati Guido Bernardi Anselmo Citterio Rino Pucci | Grande-Bretagne Robert Geldard Tommy Godwin David Ricketts Wilfred Waters |

### Route
| Épreuves                     | Or                                                            | Argent                                                       | Bronze                                           |
| ---------------------------- | ------------------------------------------------------------- | ------------------------------------------------------------ | ------------------------------------------------ |
| Hommes                       |                                                               |                                                              |                                                  |
| Course en ligne              | José Beyaert (FRA)                                            | Gerrit Voorting (NED)                                        | Lode Wouters (BEL)                               |
| Contre-la-montre par équipes | Belgique Léon De Lathouwer Eugène Van Roosbroeck Lode Wouters | Grande-Bretagne Robert John Maitland Ian Scott Gordon Thomas | France José Beyaert Jacques Dupont Alain Moineau |

## Équitation
| Épreuves                     | Or | Argent                                                                                           | Bronze                                                                                             |
| ---------------------------- | --- | ------------------------------------------------------------------------------------------------ | -------------------------------------------------------------------------------------------------- |
| Concours complet individuel  | Bernard Chevallier (FRA) sur Aiglonne                                                                        | Frank Henry (USA) sur Swing Low                                                                  | Robert Selfelt (SWE) sur Claque                                                                    |
| Concours complet par équipes | États-Unis Charles Anderson sur Reno Palisade Earl Foster Thomson sur Pancraft Frank Henry sur Reno Overdo   | Suède Robert Selfelt sur Claque Olof Stahre sur Komet Sigurd Svensson sur Dust                   | Mexique Raúl Campero sur Tarahumara Humberto Mariles Cortés sur Parral Joaquín Solano sur Malinche |
| Dressage individuel          | Hans Moser (SUI) sur Hummer                                                                                  | André Jousseaume (FRA) sur Harpagon                                                              | Gustaf Adolf Boltenstern, Jr. (SWE) sur Trumf                                                      |
| Dressage par équipes         | France Maurice Buret sur Saint Quen André Jousseaume sur Harpagon Jean Saint-Fort Paillard sur Sous les Ceps | États-Unis Robert Borg sur Klingsor Earl Foster Thomson sur Pancraft Frank Henry sur Reno Overdo | Portugal Luís Mena e Silva sur Fascinante Fernando Paes sur Matamas Francisco Valadas sur Feitiço  |
| Saut d'obstacles individuel  | Humberto Mariles Cortés (MEX) sur Arete                                                                      | Rubén Uriza (MEX) sur Hatuey                                                                     | Jean d'Orgeix (FRA) sur Sucre de Pomme                                                             |
| Saut d'obstacles par équipes | Mexique Humberto Mariles Cortés sur Arete Rubén Uriza sur Hatuey Alberto Valdés sur Chihuahua                | Espagne Jaime García sur Bizarro Marcellino Gavilán sur Forajido José Navarro Morenés sur Quórum | Grande-Bretagne Arthur Carr sur Monty Harry Llewellyn sur Foxhunter Henry Nicoll sur Kilgeddin     |

## Escrime
| Épreuves            | Or                                                                                               | Argent | Bronze |
| ------------------- | ------------------------------------------------------------------------------------------------ | --- | --- |
| Hommes              |                                                                                                  | | |
| Épée individuelle   | Luigi Cantone (ITA)                                                                              | Oswald Zappelli (SUI)                                                                                               | Edoardo Mangiarotti (ITA)                                                                                               |
| Épée par équipes    | France Édouard Artigas Marcel Desprets Henri Guérin Maurice Huet Henri Lepage Michel Pécheux     | Italie Carlo Agostoni Luigi Cantone Marco Antonio Mandruzzato Dario Mangiarotti Edoardo Mangiarotti Fiorenzo Marini | Suède Per Carleson Frank Cervell Carl Forssell Bengt Ljungquist Sven Thofelt Arne Tollbom                               |
| Fleuret individuel  | Jéhan de Buhan (FRA)                                                                             | Christian d'Oriola (FRA)                                                                                            | Lajos Maszlay (HUN) |
| Fleuret par équipes | France André Bonin René Bougnol Jéhan de Buhan Christian d'Oriola Jacques Lataste Adrien Rommel  | Italie Manlio Di Rosa Edoardo Mangiarotti Giuliano Nostini Renzo Nostini Giorgio Pellini Saverio Ragno              | Belgique Raymond Bru Georges de Bourguignon Henri Paternóster Paul Valcke André van de Werve de Vorsselaer Édouard Yves |
| Sabre individuel    | Aladár Gerevich (HUN)                                                                            | Vincenzo Pinton (ITA)                                                                                               | Pál Kovács (HUN) |
| Sabre par équipes   | Hongrie Tibor Berczelly Aladár Gerevich Rudolf Kárpáti Pál Kovács Bertalan Papp László Rajcsányi | Italie Gastone Darè Aldo Montano Renzo Nostini Vincenzo Pinton Mauro Racca Carlo Turcato                            | États-Unis Norman Armitage Dean Cetrulo Miguel de Capriles James Flynn Tibor Nyilas George Worth                        |
| Femmes              |                                                                                                  | | |
| Fleuret individuel  | Ilona Elek (HUN)                                                                                 | Karen Lachmann (DEN)                                                                                                | Ellen Müller-Preis (AUT)                                                                                                |

## Football
| Épreuves         | Or | Argent | Bronze |
| ---------------- | --- | --- | --- |
| Tournoi masculin | Suède Sune Andersson Henry Carlsson Gunnar Gren Börje Leander Nils Liedholm Torsten Lindberg Erik Nilsson Bertil Nordahl Gunnar Nordahl Knut Nordahl Birger Rosengren Kjell Rosén | Yougoslavie Aleksandar Atanacković Stjepan Bobek Miroslav Brozović Željko Čajkovski Zlatko Čajkovski Zvonko Cimermančić Miodrag Jovanović Ljubomir Lovrić Prvoslav Mihajlović Rajko Mitić Franjo Šoštarić Branko Stanković Kosta Tomašević Bernard Vukas Franjo Wölfl | Danemark John Hansen Karl Aage Hansen Ivan Jensen Viggo Jensen Knud Lundberg Eigil Nielsen Dion Ørnvold Knud Børge Overgaard Axel Pilmark Johannes Pløger Carl Aage Præst Holger Seebach Jørgen Leschly Sørensen |

## Gymnastique
| Épreuves                    | Or | Argent | Bronze |
| --------------------------- | --- | --- | --- |
| Hommes                      | | | |
| Concours par équipes        | Finlande Paavo Aaltonen Veikko Huhtanen Kalevi Laitinen Olavi Rove Aleksanteri Saarvala Sulo Salmi Heikki Savolainen Einari Teräsvirta            | Suisse Karl Frei Christian Kipfer Walter Lehmann Robert Lucy Michael Reusch Josef Stalder Emil Studer Melchior Thalmann                                                       | Hongrie László Baranyai Jozsef Fekete Gyözö Mogyorosi János Mogyorósy Klencs Ferenc Pataki Lajos Sántha Lajos Tóth Ferenc Várkõi                       |
| Concours général individuel | Veikko Huhtanen (FIN) | Walter Lehmann (SUI) | Paavo Aaltonen (FIN) |
| Anneaux                     | Karl Frei (SUI) | Michael Reusch (SUI) | Zdeněk Růžička (TCH) |
| Barre fixe                  | Josef Stalder (SUI) | Walter Lehmann (SUI) | Veikko Huhtanen (FIN) |
| Barres parallèles           | Michael Reusch (SUI) | Veikko Huhtanen (FIN) | Christian Kipfer (SUI) Josef Stalder (SUI) |
| Cheval d'arçon              | Paavo Aaltonen (FIN) Veikko Huhtanen (FIN) Heikki Savolainen (FIN)                                                                                | | |
| Saut de cheval              | Paavo Aaltonen (FIN) | Olavi Rove (FIN) | János Mogyorósy Klencs (HUN) Ferenc Pataki (HUN) Leo Sotorník (TCH)                                                                                    |
| Sol                         | Ferenc Pataki (HUN) | János Mogyorósy Klencs (HUN) | Zdeněk Růžička (TCH) |
| Femmes                      | | | |
| Concours par équipes        | Tchécoslovaquie Zdeňka Honsová Marie Kovářová Miloslava Misáková Milena Müllerová Věra Růžičková Olga Šilhánová Božena Srncová Zdeňka Veřmiřovská | Hongrie Erzsébet Balázs Irén Daruházi-Kárpáti-Karcsics Anna Fehér Erzsébet Gulyás-Köteles Margit Nagy-Sandor Olga Tass-Lemhényi Parényi-Vásárhelyi Weckinger Mária Zalai-Kövi | États-Unis Ladislava Bakanic Marian Barone Consetta Carruccio-Lenz Dorothy Dalton Meta Elste-Neumann Helen Schifano Clara Schroth-Lomady Anita Simonis |

## Haltérophilie
| Épreuves         | Or                     | Argent                   | Bronze                |
| ---------------- | ---------------------- | ------------------------ | --------------------- |
| Hommes           |                        |                          |                       |
| Moins de 56 kg   | Joseph DePietro (USA)  | Julian Creus (GBR)       | Richard Tom (USA)     |
| Moins de 60 kg   | Mahmoud Fayad (EGY)    | Rodney Wilkes (TRI)      | Jafar Salmasi (JPN)   |
| Moins de 67,5 kg | Ibrahim Shams (EGY)    | Attia Hamouda (EGY)      | James Halliday (GBR)  |
| Moins de 75 kg   | Frank Spellman (USA)   | Peter George (USA)       | Kim Seong-jip (KOR)   |
| Moins de 82,5 kg | Stanley Stanczyk (USA) | Harold Sakata (USA)      | Gösta Magnusson (SWE) |
| Plus de 82,5 kg  | John Davis (USA)       | Norbert Schemansky (USA) | Abraham Charité (NED) |

## Hockey sur gazon
| Épreuves         | Or | Argent | Bronze |
| ---------------- | --- | --- | --- |
| Tournoi masculin | Inde Leslie Claudius Keshav Dutt Walter D'Souza Lawrie Fernandes Ranganathan Francis Gerry Glackan Akhtar Hussain Patrick Jansen Amir Kumar Kishan Lal Leo Pinto Jaswant Singh Rajput Latif-ur-Rehman Reginald Rodrigues Balbir Singh Randhir Singh Gentle Grahanandan Singh K. D. Singh Trilochan Singh Maxie Vaz | Grande-Bretagne Robert Adlard Norman Borrett David Brodie Ronald Davis William Griffiths Frederick Lindsay William Lindsay John Peake Frank Reynolds George Sime Michael Walford William White | Pays-Bas André Boerstra Henk Bouwman Piet Bromberg Harry Derckx Han Drijver Dick Esser Roepie Kruize Jenne Langhout Dick Loggere Ton Richter Eddy Tiel Wim van Heel |

## Lutte

### Gréco-romaine
| Épreuves       | Or                      | Argent                | Bronze                 |
| -------------- | ----------------------- | --------------------- | ---------------------- |
| Hommes         |                         |                       |                        |
| Moins de 52 kg | Pietro Lombardi (ITA)   | Kenan Olcay (TUR)     | Reino Kangasmäki (FIN) |
| Moins de 57 kg | Kurt Pettersén (SWE)    | Mahmoud Hassan (EGY)  | Halil Kaya (TUR)       |
| Moins de 62 kg | Mehmet Oktav (TUR)      | Olle Anderberg (SWE)  | Ferenc Tóth (HUN)      |
| Moins de 67 kg | Gustav Freij (SWE)      | Aage Eriksen (NOR)    | Károly Ferencz (HUN)   |
| Moins de 73 kg | Gösta Andersson (SWE)   | Miklós Szilvási (HUN) | Henrik Hansen (DEN)    |
| Moins de 79 kg | Axel Grönberg (SWE)     | Muhlis Tayfur (TUR)   | Ercole Gallegati (ITA) |
| Moins de 87 kg | Karl-Erik Nilsson (SWE) | Kelpo Gröndahl (FIN)  | Ibrahim Orabi (EGY)    |
| Plus de 87 kg  | Ahmet Kireççi (TUR)     | Tor Nilsson (SWE)     | Guido Fantoni (ITA)    |

### Libre
| Épreuves       | Or                     | Argent                 | Bronze                |
| -------------- | ---------------------- | ---------------------- | --------------------- |
| Hommes         |                        |                        |                       |
| Moins de 52 kg | Lenni Viitala (FIN)    | Halit Balamir (TUR)    | Thure Johansson (SWE) |
| Moins de 57 kg | Nasuh Akar (TUR)       | Gerald Leeman (USA)    | Charles Kouyos (FRA)  |
| Moins de 62 kg | Gazanfer Bilge (TUR)   | Ivar Sjölin (SWE)      | Adolf Müller (SUI)    |
| Moins de 67 kg | Celal Atik (TUR)       | Gösta Frändfors (SWE)  | Hermann Baumann (SUI) |
| Moins de 73 kg | Yaşar Doğu (TUR)       | Richard Garrard (AUS)  | Leland Merrill (USA)  |
| Moins de 79 kg | Glen Brand (USA)       | Adil Candemir (TUR)    | Erik Lindén (SWE)     |
| Moins de 87 kg | Henry Wittenberg (USA) | Fritz Stöckli (SUI)    | Bengt Fahlkvist (SWE) |
| Plus de 87 kg  | Gyula Bóbis (HUN)      | Bertil Antonsson (SWE) | Jim Armstrong (AUS)   |

## Natation
| Épreuves                    | Or                                                               | Argent                                                         | Bronze                                                                                          |
| --------------------------- | ---------------------------------------------------------------- | -------------------------------------------------------------- | ----------------------------------------------------------------------------------------------- |
| Hommes                      |                                                                  |                                                                |                                                                                                 |
| 100 m nage libre            | Walter Ris (USA)                                                 | Alan Ford (USA)                                                | Géza Kádas (HUN)                                                                                |
| 400 m nage libre            | William Smith (USA)                                              | James McLane (USA)                                             | John Marshall (AUS)                                                                             |
| 1 500 m nage libre          | James McLane (USA)                                               | John Marshall (AUS)                                            | György Mitró (HUN)                                                                              |
| 100 m dos                   | Allen Stack (USA)                                                | Robert Cowell (USA)                                            | Georges Vallerey (FRA)                                                                          |
| 100 m brasse                | Joseph Verdeur (USA)                                             | Keith Carter (USA)                                             | Robert Sohl (USA)                                                                               |
| Relais 4 × 200 m nage libre | États-Unis James McLane Walter Ris William Smith Wally Wolf      | Hongrie Géza Kádas György Mitró Imre Nyéki Elemér Szathmáry    | France Joseph Bernardo René Cornu Alex Jany Henri Padou                                         |
| Femmes                      |                                                                  |                                                                |                                                                                                 |
| 100 m nage libre            | Greta Andersen (DEN)                                             | Ann Curtis (USA)                                               | Marie-Louise Linssen-Vaessen (NED)                                                              |
| 400 m nage libre            | Ann Curtis (USA)                                                 | Karen Harup (DEN)                                              | Catherine Gibson (GBR)                                                                          |
| 100 m dos                   | Karen Harup (DEN)                                                | Suzanne Zimmerman (USA)                                        | Judy-Joy Davies (AUS)                                                                           |
| 100 m brasse                | Nel van Vliet (NED)                                              | Nancy Lyons (AUS)                                              | Éva Novák (HUN)                                                                                 |
| Relais 4 × 100 m nage libre | États-Unis Marie Corridon Ann Curtis Brenda Helser Thelma Kalama | Danemark Greta Andersen Fritze Carstensen Karen Harup Eva Riis | Pays-Bas Irma Heijting-Schuhmacher Marie-Louise Linssen-Vaessen Margot Marsman Hannie Termeulen |

## Pentathlon moderne
| Épreuves   | Or                 | Argent             | Bronze             |
| ---------- | ------------------ | ------------------ | ------------------ |
| Hommes     |                    |                    |                    |
| Individuel | William Grut (SWE) | George Moore (USA) | Gösta Gärdin (SWE) |

## Plongeon
| Épreuves        | Or                    | Argent                     | Bronze                     |
| --------------- | --------------------- | -------------------------- | -------------------------- |
| Hommes          |                       |                            |                            |
| Tremplin à 3 m  | Bruce Harlan (USA)    | Miller Anderson (USA)      | Sammy Lee (USA)            |
| Haut-vol à 10 m | Sammy Lee (USA)       | Bruce Harlan (USA)         | Joaquín Capilla (MEX)      |
| Femmes          |                       |                            |                            |
| Tremplin à 3 m  | Victoria Draves (USA) | Zoe Ann Olsen-Jensen (USA) | Patsy Elsener (USA)        |
| Haut-vol à 10 m | Victoria Draves (USA) | Patsy Elsener (USA)        | Birte Christoffersen (DEN) |

## Tir
| Épreuves                     | Or                  | Argent                | Bronze               |
| ---------------------------- | ------------------- | --------------------- | -------------------- |
| Mixte                        |                     |                       |                      |
| Carabine à 50 m 3 positions  | Arthur Cook (USA)   | Walter Tomsen (USA)   | Jonas Jonsson (SWE)  |
| Carabine à 300 m 3 positions | Emil Grünig (SUI)   | Pauli Janhonen (FIN)  | Willy Røgeberg (NOR) |
| Pistolet à 25 m tir rapide   | Károly Takács (HUN) | Carlos Díaz (ARG)     | Sven Lundquist (SWE) |
| Pistolet à 50 m              | Edwin Vásquez (PER) | Rudolf Schnyder (SUI) | Torsten Ullman (SWE) |

## Voile
| Épreuves     | Or                                                                             | Argent                                                                                               | Bronze                                                                        |
| ------------ | ------------------------------------------------------------------------------ | --- | ----------------------------------------------------------------------------- |
| Hommes       |                                                                                | |                                                                               |
| Classe 6m JI | États-Unis Alfred Loomis Michael Mooney James Smith James Weekes Herman Whiton | Argentine Emilio Homp Rodolfo Rivademar Rufino Rodríguez Enrique Sieburger Jr. Enrique Sieburger Sr. | Danemark Carl-Robert Ameln Martin Hindorff Tore Holm Torsten Lord Gösta Salén |
| Dragon       | Norvège Hakon Barfod Sigve Lie Thor Thorvaldsen                                | Suède Folke Bohlin Gösta Brodin Hugo Johnson                                                         | Danemark Klaus Baess Ole Berntsen William Berntsen                            |
| Firefly      | Paul Elvstrøm (DEN)                                                            | Ralph Evans (USA)                                                                                    | Koos de Jong (NED)                                                            |
| Star         | États-Unis Hilary Smart Paul Smart                                             | Cuba Carlos de Cárdenas Carlos de Cárdenas Jr.                                                       | Pays-Bas Adriaan Maas Edward Stutterheim                                      |
| Swallow      | Grande-Bretagne Davis Bond Stewart Morris                                      | Portugal Duarte De Almeida Fernando Pinto                                                            | États-Unis Lockwood Pirie Owen Torrey                                         |

## Water-polo
| Épreuves         | Or | Argent | Bronze |
| ---------------- | --- | --- | --- |
| Tournoi masculin | Italie Gildo Arena Emilio Bulgarelli Pasquale Buonocore Aldo Ghira Mario Majoni Geminio Ognio Gianfranco Pandolfini Tullio Pandolfini Cesare Rubini | Hongrie Jenő Brandi Oszkár Csuvik Dezső Fábián Dezső Gyarmati Endre Győrfi Miklós Holop László Jeney Dezső Lemhényi Károly Szittya István Szívós | Pays-Bas Cor Braasem Hennie Keetelaar Nijs Korevaar Joop Rohner Frits Ruimschotel Piet Salomons Frits Smol Hans Stam Ruud van Feggelen |